# Захист приватної власності
 Захист приватної власності – це поширений метод виправдання для обвинувачуваних які стверджують , що не повинні нести відповідальність за будь-яку нанесену ним шкоду, оскільки вони діяли з метою захисту свого майна .
Зміст
- Англійське     право
- Реформа
- Див.     також
- Посилання

Англійське право
Окрім права на самозахист у розділі 3 загального права, Закон про кримінальне право 1967 року також зазначає, що особа може застосовувати силу необхідну для запобігання злочину або для арешту правопорушників чи підозрюваних.
Оскільки напад на майно є злочином, можливе застосування сили в розумних межах для запобігання злочину або для арешту правопорушника, незалежно від того, чи це крадіжка грошей, чи пошкодження майна. У багатьох випадках пограбування та крадіжки з проникненням, загроза буде як для особи, так і для майна, і це поєднання може бути потужним захистом.
У справі Генерального прокурора (№ 2 від 1983 року) (1984) 1 AER 988  суддя Лейн постановив, що підсудний, який виготовив десять пляшок із запальною сумішшю для захисту свого магазину під час заворушень у Токстеті, може висунути захист, довівши, що він володів вибуховою речовиною «в законних цілях», якщо він зможе довести, що діяв для захисту себе, своєї родини. Теоретично, захист майна сам по собі не може обґрунтовано виправдати заподіяну шкоду здоров'ю, але існує низка справ, які схвалюють насильство для арешту злочинців, які загрожують майну.
Хоча у справі Р проти Скаллі (1824) 171 ER 1213 було встановлено, що стріляти у порушника з метою арешту це не виправдання, «життя ув’язненого перебувало під загрозою, і якщо він вважав своє життя в реальній небезпеці, то мав виправдання щоб стріляти в померлого, як він власне і зробив; але якщо, не враховуючи небезпеку для власного життя, він необачно вистрілив у людину, що вдерлася на його територію, його б звинуватили у ненавмисному вбивстві».
Див. самооборона (Австралія) для порівняння того, чи застосування надмірної сили, що спричинила смерть, надає пом’якшувальні обставини , та «Реформу» нижче. У справі Міда та Белта (1823) 68 ER 1006 суддя Холройд пояснив присяжним, що насильство не може бути застосоване проти цивільного порушника, додавши: «Але напад на житло, особливо вночі, закон вважає рівносильним до нападу на людину; бо для людини дім – це її фортеця, і тому, в очах закону, це прирівнюється до нападу».
Одна з нещодавніх справ щодо застосування сили проти грабіжника — це справа Ентоні Мартіна (2001) в Апеляційному суді Англії та Вельсу 2245,  , в результаті якої було засуджено господаря будинку. Згідно з чинним законодавством, особа, яка володіє земельною ділянкою, не може застосовувати більше сили, ніж необхідно для виведення порушника з приміщення. Крім того, якщо загроза землі або її володінню не є безпосередньою, і можна вжити заходів, де не потрібне застосування сили (наприклад, викликати поліцію або звернутися за допомогою до суду) то захист, як правило, програють.
Але у справі Чамберлена проти Ліндона (1998), Ліндон зніс стіну для захисту смуги відведення , щиро вважаючи, що це був обґрунтований спосіб захисту його власності (і, таким чином уникнув судового розгляду). Постановили, що не було необхідності вирішувати, чи були дії Ліндона виправданими з точки зору цивільного права. Для кримінального права важливо було те, чи вважав Ліндон свої дії виправданими.
Хоча ця справа стосується конкретного тлумачення законодавчого захисту згідно з §5 Закону про кримінальну шкоду 1971 року , доволі цікаво, що відповідач не чинив «нерозсудливо» після дев'яти місяців бездіяльності. Щодо аналогічного законодавчого захисту, справу Баєра та інших (2004) прокуратура розглядала як захист приватної власності у відповідь на порушення володіння згідно з розділом 68 Закону про кримінальне право та громадський порядок 1994 року .

Суд постановив, якщо відповідачі стверджували, що вони застосували силу необхідну для захисту майна від фактичної або неминучої шкоди, яка може розглядатися як злочин, то суд повинен вирішити, чи ці дії були виправданими за всіх обставин, як це вважають відповідачі.  

Реформа
Полегшуючі обставини «самооборони» або «сил захисту», коли застосовується незаконна сила або існує погроза її застосування проти особи, яка може застосувати пропорційну силу для захисту осіб чи майна, відрізняється від повноважень, що стосуються аналогічного захисту від порушників. У Звіті Комісії з питань права № 218 «Злочини проти особи та загальні принципи» (1993) на с. 106–110) ці види захисту викладено (наскільки вони стосуються захисту майна) наступним чином:
27(i) Застосування сили особою для будь-якої з наступних цілей, якщо це є вимушеним за певних обставин, не є правопорушенням:
(c) захищати своє майно... від посягання;
(d) для захисту майна, що належить іншій особі, від ... шкоди, завданої злочинними діями або (з повноважень іншої особи) від порушення права власності...
29(i) Для цілей статті 27...
(a) особа застосовує силу стосовно... майна не лише там, де вона застосовує силу до, але й там, де вона впливає на... це майно;